# Cubas (Cantabria)
Cubas es una localidad del municipio de Ribamontán al Monte (Cantabria, España). En el año 2008 contaba con una población de 203 habitantes (INE). Se encuentra a 80 m s. n. m., y a 6 kilómetros de la capital municipal, Hoz de Anero. De esta localidad era Luis de la Lastra y Cuesta, religioso fallecido en 1876. Se encuentra junto al río Miera, cuya desembocadura forma la ría de Cubas, que es una de las que van a dar a la bahía de Santander. De su patrimonio destaca la Casona de Ceballos, con su capilla y portalada, «bien» incluido en el Inventario General de Cantabria. Además, en Cubas se encontraron tres estelas cántabras en una necrópolis medieval.
- Datos: Q5793481
- Multimedia: Cubas (Ribamontán al Monte) / Q5793481